# Scarabaeus isidis
Scarabaeus isidis là một loài bọ cánh cứng trong họ Bọ hung (Scarabaeidae).